# Епископ будимски Софроније
Софроније Кириловић (Сечуј, ?, Темишвар, 1786) био је српски православни архијереј - епископ.

## Биографија
Родио се у првој половини 18. века у граду Сечују, на Дунаву у Барањи, у Мохачком срезу.
Млади Кириловић се васпитавао у православном манастиру Грабовцу, у храму Св. архистратига Михаила и Гаврила. У том манастиру га је рукоположио тадашњи епископ будимски и сечујски Василије Димитријевић. Монах Софроније је на позив новог епископа Дионизија Новаковића, који је био и епископ ердељски, отишао 1762. године у Ердељ. Тамо је рукоположен за архимандрита грабовачког, и вратио се у завичај. Провео је девет година као настојатељ тог манастира. Његовим трудом и трошком манастир Грабовац је добио нови иконостас, рад иконописца Василија Остојића из Новог Сада.
На црквено-народном сабору 1769. године изабран је архимандрит Софроније из манастира Грабовца, за епископа ердељског. Морао је затим ићи у Беч, да се представи аустријском цару. Већ 1770, 11. марта вратио се у Карловце где је произведен у виши степен архијереја. Бавио се владика Софроније у Сибињу 1770-1774. године, као архијереј самосталног православно-румунског владичанства. Румуни су сумњали у свог епископа Србина, да је наводно био под "унијом". Дошло је до сукоба са нижим клиром и народом, па се морао оданде преместити. Произведен је 21. априла 1762. године у чин архимандрита и постављен за егзарха Будимске епархије. Царица Марија Терезија га је 24. августа 1774. године потврдила за епископа будимског. У његово време је подигнут торањ Саборне цркве у Сентандреји, склопљен је уговор за сликање иконостаса ове цркве и Рођења светог Јована Крститеља у Стоном Београду.
Владика Софроније Кириловић је умро у Темишвару 28. фебруара 1786. године. Његово тело је затим балсамовано. Портретисао га је као владику будимског, новосадски сликар Василије Остојић.

## Архијереј
Софроније Кириловић је био затим:
Епископ будимски и сечујски (1775-1781), са резиденцијом у Сечују и Сентандреји;
Епископ темишварски (1781-1786), са резиденцијом у Темишвару;